# Autoroute espagnole B-40
Pour les articles homonymes, voir B40.
La B-40 appelée aussi Cuarto cinturón de Barcelona est une autoroute orbitale en construction entre La Roca del Vallès et Abrera. 
D'une longueur de 60 km environ, elle est destinée à contourner l'aire métropolitaine de Barcelone par le nord.
En effet, elle va permettre de desservir toute la zone nord de la métropole afin de la contourner d'est en ouest la Province de Barcelone.
Elle passe par les plus grandes communes de la province de Barcelone comme Granollers, Sabadell, Terrassa et Abrera.
La B-40 sera au norme autoroutière avec au minimum 2x2 voies séparée par un terre plein central et elle sera surnommée « 4e ceinture de Barcelone ».

## Tracé
- Elle va débuter  à l'est de Barcelone au niveau de La Roca del Vallès où elle va prolonger la C-60 et croiser l'AP-7.
- Elle va contourner ensuite Granollers par le nord (croisement avec la C-17) ainsi que Sabadell et Terrassa avant de croiser la C-16 au nord ouest de la ville.
- Elle va poursuivre vers l'ouest pour ensuite contourner Abrera par le nord et rejoindre l'A-2 au nord de Martorell.